# Synchiropus flavistrigatus
Synchiropus flavistrigatus — вид окунеподібних риб родини піскаркових (Callionymidae). Описаний у 2022 році.

## Етимологія
З латини flavus означає «жовтий», а strigatus — «смугастий». Назва цього виду відноситься до жовтих смуг на другому спинному плавці.

## Поширення
Поширений на сході Атлантики біля узбережжя Західної Африки між Гвінеєю-Бісау та Анголою. Його збирали на глибинах 104—386 м.

## Опис
Основні характеристики: з 8 променями у другому спинному плавці, останній розділений біля основи, 8 променів анального плавця (останній розділений біля основи), 20–21 грудних променів, один верхній нерозгалужений промінь грудного плавця, 1–2 вигнуті спинні точки на верхньому краї преперкулярної ості (додатково до основної верхівки), довжина першої ості першого спинного плавника у самця 12,8–15,9 % від стандартної довжини, у самиці 14,5–15,4 %; довжина хвостового плавця у самця 27,7–32,2 % від стандартної довжини, у самиці 25,5–27,9 %; довжина останнього променя другого спинного плавця у самця 18,2–21,6 % стандартної довжини; довжина останнього променя анального плавця у самця 14,6–17,1 % стандартної довжини, у самиці 13,5–15,1 %; другий спинний і хвостовий плавець з косими жовтими смугами в обох статей; анальний плавець з дистальною темною смугою в обох статей.